# Сат
Сат (санскр. सत्) — санскритский термин, являющийся важным философским понятием в индуизме и других индийских религиях.
Как имя прилагательное, сат можно перевести как «реальный», «существующий» или «вечный», а также как «истинный», «честный», «правильный». Как существительное среднего рода, термин означает «существо» или «существование», «вечность», «сущность» или «истинная сущность», что-то, что является реальным и действительным, «реальность», «истина»; также и в веданте — «самосуществующий» или «вселенский дух», Брахман.
Антоним асат соответственно обозначает «несуществование» или «неистинность» и «бренность».
Понятие выражается в павамана-мантре из «Брихадараньяка-упанишады» 1.3.28:
Asato ma sat gamaya |  (असतो मा सद्गमय ।)

Tamaso ma jyotir gamaya  | (तमसो मा ज्योतिर्गमय ।)

Mṛtyor ma amṛtam gamaya | (मृत्योर्मा अमृतं गमय ।)

Om shanti shanti shantihi || (ॐ शान्तिः शान्तिः शान्तिः ॥)

– बृहदारण्यक उपनिषद् 1.3.28

Перевод Джона Дерретта:
Веди меня от лжи к истине, веди меня от тьмы к свету, веди меня от смерти к бессмертию. Ом мир, мир, мир.Оригинальный текст (санскрит)Asato ma sat gamaya (असतो मा सद्गमय)/ Tamaso ma jyotir gamaya (तमसो मा ज्योतिर्गमय) / Mṛtyor ma amṛtam gamaya (मृत्योर्मा अमृतं गमय) / Om shanti shanti shantihi (ॐ शान्तिः शान्तिः शान्तिः — बृहदारण्यक उपनिषद्) 1.3.28
Перевод А. Я. Сыркина:
Теперь следует восхождение к очистительным гимнам. Поистине, прастотар поёт саман, и, пока он поёт его, пусть произносит [жертвователь]: "Веди меня от небытия к бытию. Веди меня от тьмы к свету. Веди меня от смерти к бессмертию". Когда он говорит: "Веди меня от небытия к бытию", то, поистине, небытие – это смерть, бытие – бессмертие. "Веди меня от смерти к бессмертию, сделай меня бессмертным", – вот что он тогда говорит. [Когда он говорит:] "Веди меня от тьмы к свету", то, поистине, тьма – это смерть, свет – бессмертие. "Веди меня от смерти к бессмертию, сделай меня бессмертным", – вот что он тогда говорит. [Когда он говорит:] "Веди меня от смерти к бессмертию", то нет здесь ничего, что было бы скрыто.
К родственным терминам относятся саттва «чистота» и сатья «правда».
В веданте сат указывает на аспект вечности. Считается, что личность, которая осознала аспект Брахмана, познала аспект сат, или вечность. Поэтому на этой стадии индивидуум более не отождествляет себя с материей, что делает его невозмутимым и бесстрашным. Он осознаёт своё «Я» как вечную частичку этого сат, и пребывает в полном равновесии. Этот уровень является началом духовного самоосознания, и тот, кто достиг его, считается самореализованной личностью.